# Aussos
Aussos é uma comuna francesa na região administrativa de Occitânia, no departamento de Gers. Estende-se por uma área de 7,86 km². Em 2010 a comuna tinha 82 habitantes (densidade: 10,4 hab./km²).